# Íslendinga saga
La Íslendinga saga rappresenta una grossa parte della Sturlunga saga, una raccolta di manoscritti islandesi datati attorno al 1300.
È stata un'importante fonte per gli storici che hanno studiato la prima parte del XIII secolo in Islanda. Si crede che l'autore dell'opera sia Sturla Þórðarson. Lo stile della Íslendinga saga è stato definito ammirevole, a causa della sua franchezza ed imparzialità. Gli storici spesso concordano sul fatto che fornisce un'accurata rappresentazione dell'Islanda del XIII secolo, anche perché l'autore o gli autori avrebbero vissuto in prima persona quegli eventi. Se l'autore fosse davvero Sturla Þórðarson, avrebbe seguito l'esempio di Giulio Cesare parlando di se stesso in terza persona. Se così è, e sembra essere una cosa sicura, i complimenti per l'imparzialità sono più che meritati, dato che Sturla Þórðarson era parente o amico di quasi tutti i protagonisti della politica dell'epoca. Altre fonti confermano il fatto definendolo un modello di moderazione.